# Pycnocycla musiformis
Pycnocycla musiformis är en flockblommig växtart som beskrevs av Ian Charleson Hedge och Lamond. Pycnocycla musiformis ingår i släktet Pycnocycla och familjen flockblommiga växter. Inga underarter finns listade i Catalogue of Life.